# Alessandro Magnasco
Alessandro Magnasco, kaldet Lissandrino (født 1667 i Genua, død 1749 sammesteds) var en italiensk maler. Han var søn af maleren Stefano Magnasco.
Magnasco var elev af faderen og Filippo Abbiati i Milano. Denne by blev hans særlige virkeplads; i 1735 rejste han tilbage til Genua. Magnasco var en udpræget begavelse, dygtig i portrættet, og særlig god i sine billeder fra samtiden, hvor han ofte tumler med en mængde figurer og føjer dem sammen i en levende komposition. Der går fra Magnasco tråde tilbage til El Greco og Tintoretto; man har endog kaldt Magnasco en miniaturudgave af denne mester; Magnascos billeder er til tider blevet forvekslet med Salvator Rosas, også ved den friske "førimpressionistiske" teknik. Kendte værker (i Pittigalleriet, i Brera, 
Poldisamlingen i Milano, Uffizi, i Dresdens galleri, Haag m. v.): Nonner i koret, Kapucinere i refrektoriet, Hieronymus, Storm, kirkebilleder m. v. I Kunstmuseet i København findes Skærsliber (købt 1914).